# Himbeergeist

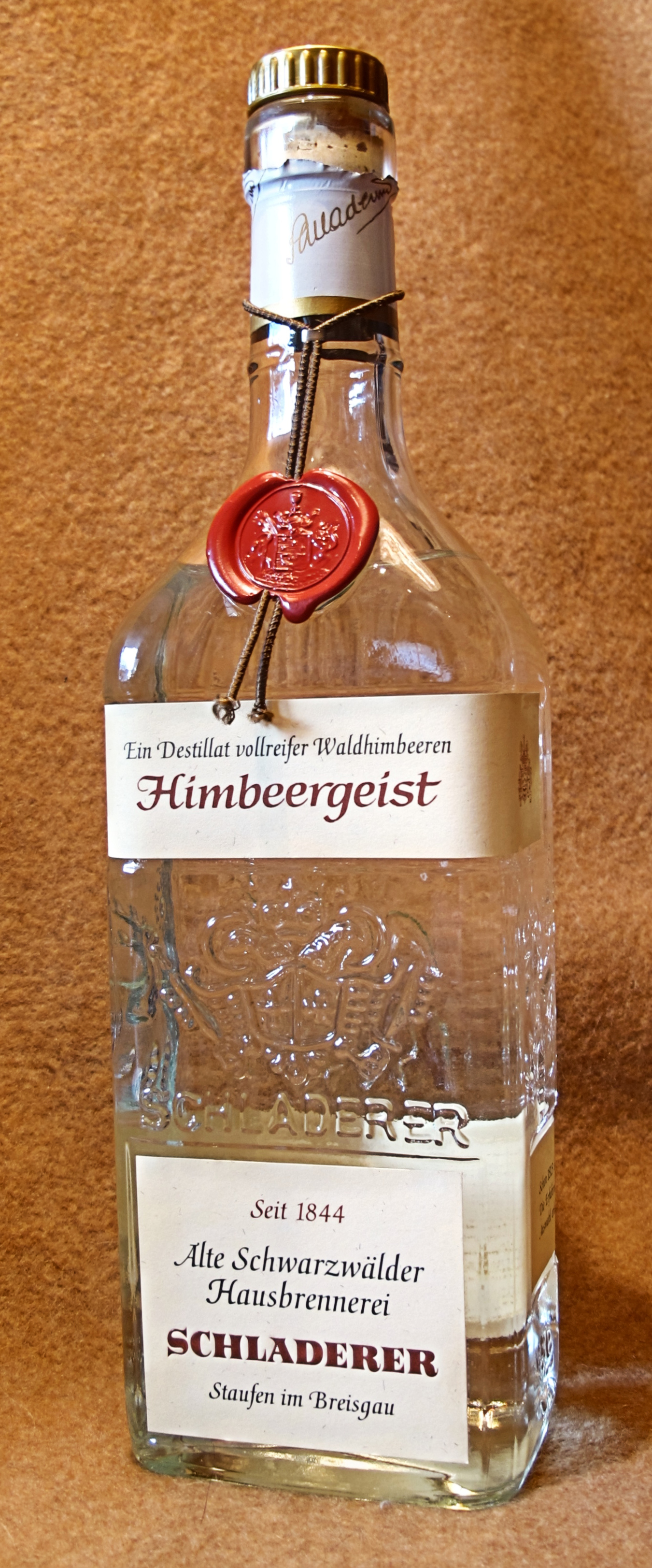
Himbeergeist, gjord av vilda hallon från Schwarzwald i Tyskland.

Himbeergeist, även känt som eau de vie de framboise eller bara framboise, är en fruktsprit gjord på hallon. Den tillverkas främst i Tyskland och i den franska provinsen Alsace. 
Himbeergeist tillverkas genom destillering av hallon som har blötlagts i finsprit. På grund av hallonens låga sockerinnehåll, kan endast en begränsad mängd alkohol framställas genom jäsning. Himbeergeist tillverkas därför genom maceration av färska bär i 95,6 % ren sprit. Blandningen får stå i ett antal veckor för att dra ut hallonessensen, varpå den destilleras och spädes med destillerat vatten och tappas på flaska med minst 40 % alkoholhalt.
Det går åt knappt 8 kg hallon för att producera en liter Himbeergeist.